# Tenthredinidae
Le tentredini (Tenthredinidae Latreille, 1802) sono una famiglia di insetti dell'ordine degli imenotteri. Si tratta di una famiglia diffusa a livello globale, le cui prime testimonianze fossili risalgono al Cretacico inferiore.

## Descrizione

### Adulto
L'adulto è in aspetto simile a una vespa, e le dimensioni possono variare da 2,5 a 15 mm.
In generale, le tentredini presentano un addome sessile, mesoscutello ben distinto dal torace, antenne filiformi composte da nove flagellomeri e ovopositore a forma di sega (da cui deriva il nome inglese di sawflies).

### Larva
La larva è eruciforme, con sette o otto paia di pseudopodi. Può comunque essere distinta facilmente da un bruco poiché quest'ultimo non ha mai più di cinque paia di pseudopodi. L'addome è suddiviso in dieci segmenti.

## Biologia
La larva è fitofaga, e ha l'abitudine di avvolgere il corpo sui due lati della foglia; lo sviluppo è variabile tra le varie specie: nella maggioranza dei casi si comporta analogamente ad un bruco, vivendo all'esterno del tessuto vegetale di cui si nutre; alcune specie, tuttavia, si formano all'interno di una galla, o in gallerie scavate nel parenchima delle foglie, o ancora dentro ai frutti.
Alcune delle specie rientrano tra i parassiti dannosi per l'agricoltura; fra queste:
- Tentredine delle perine (Hoplocampa brevis): depone le uova nei fiori di meli e peri, e le larve si nutrono dei frutti giovani
- Tentredine delle rape (Athalia colibri): si nutre delle foglie della rapa
- Tentredine dei sarmenti della vite (Emphytus cinctus): depone le uova sui rami giovani della vite
- Tentredine delle susine (Hoplocampa minuta): danneggia i frutti del susino

L'adulto si nutre invece di nettare o di altri piccoli insetti. Generalmente presenta una sola generazione all'anno, svernando in forma di pupa nel terreno o in altri posti riparati.

## Distribuzione e habitat
I membri di questa famiglia sono diffusi in tutto il mondo, eccetto in Antartide e Nuova Zelanda (oltre ad essere rari in Australia e varie piccole isole). La loro capacità di espansione è limitata dal fatto che sono cattivi volatori, e sono legati alla distribuzione geografica delle piante ospiti.

## Tassonomia

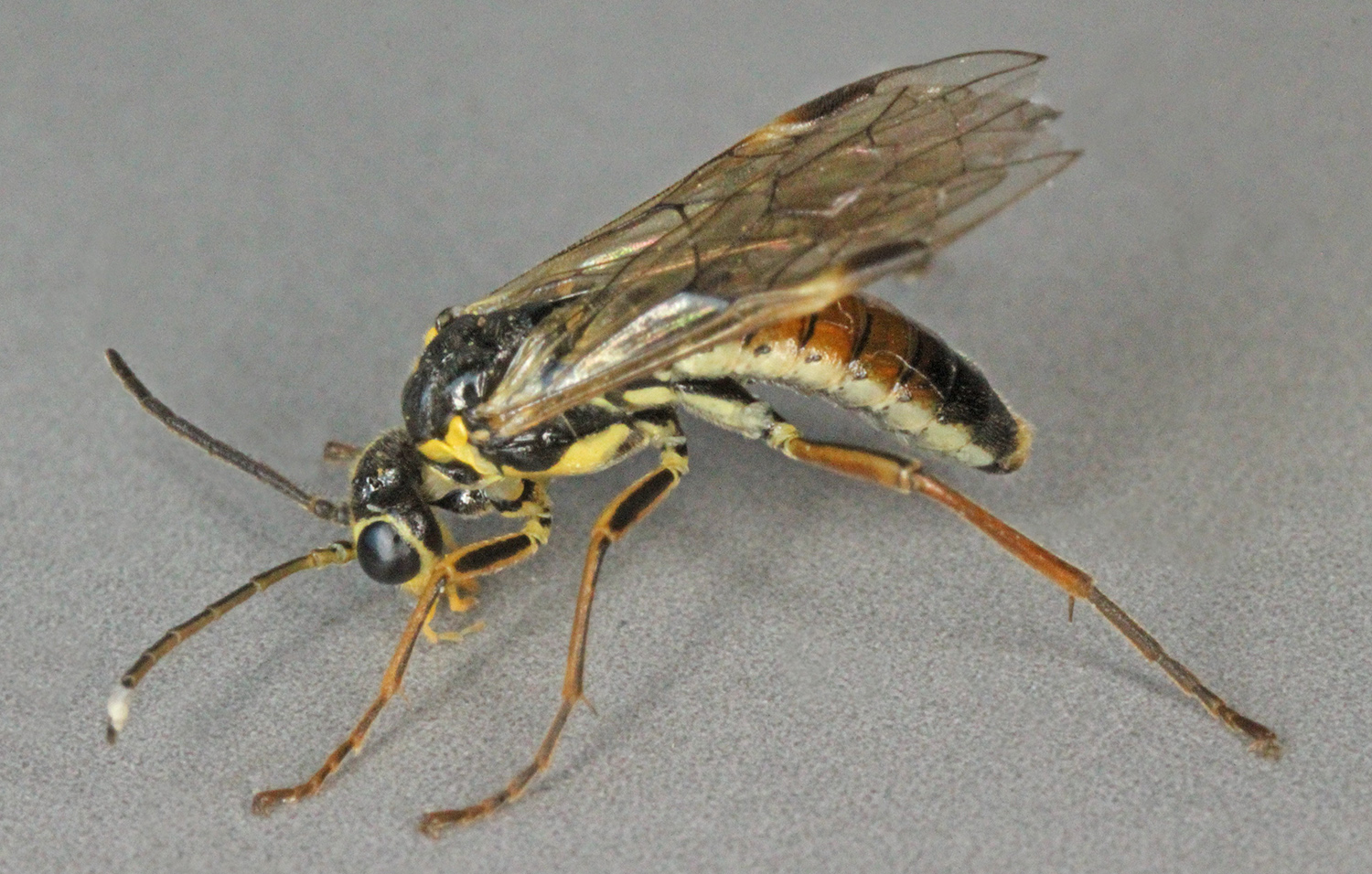
Aglaostigma fulvipes

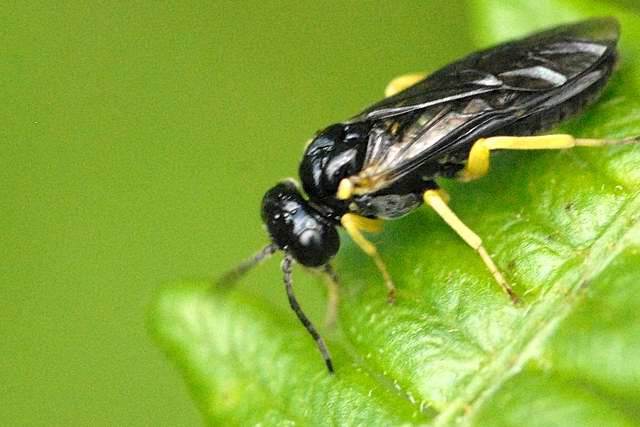
Aneugmenus padi

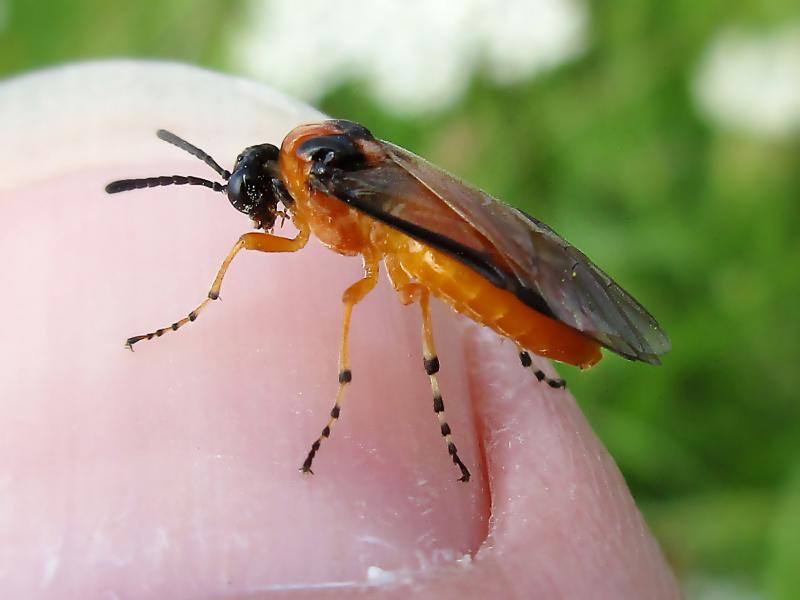
Athalia rosae

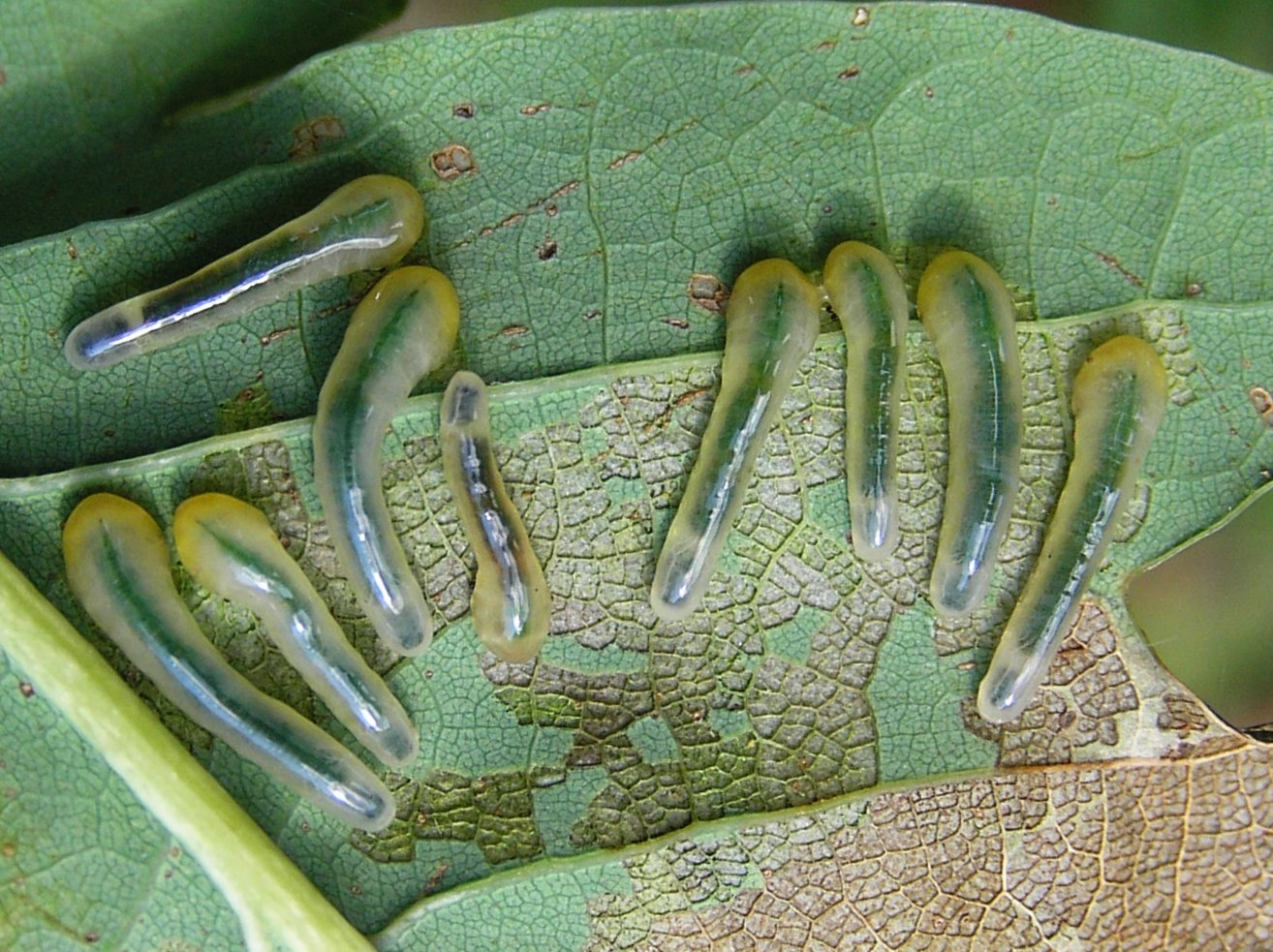
Caliroa annulipes (larve)

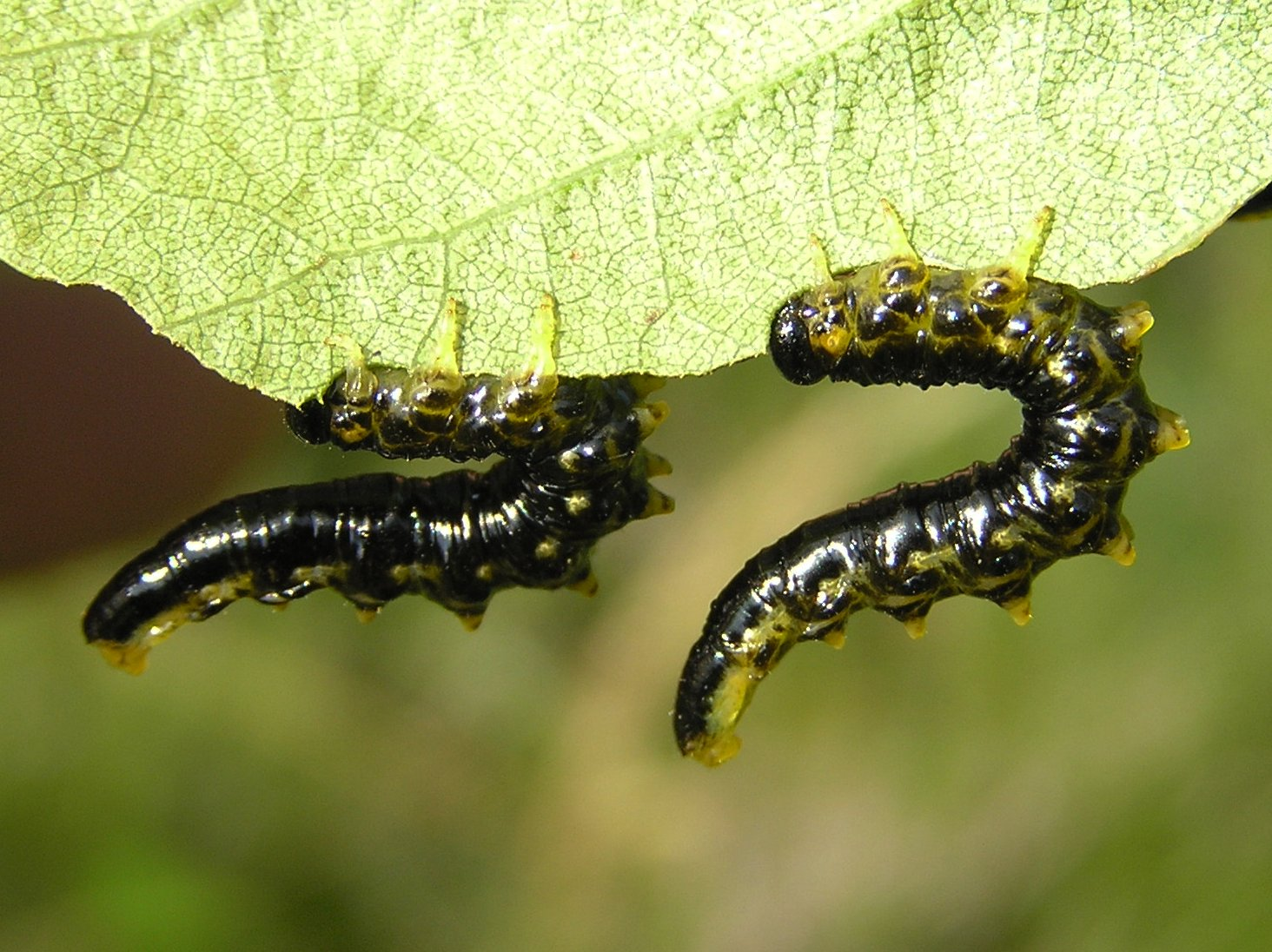
Craesus latipes (larve)

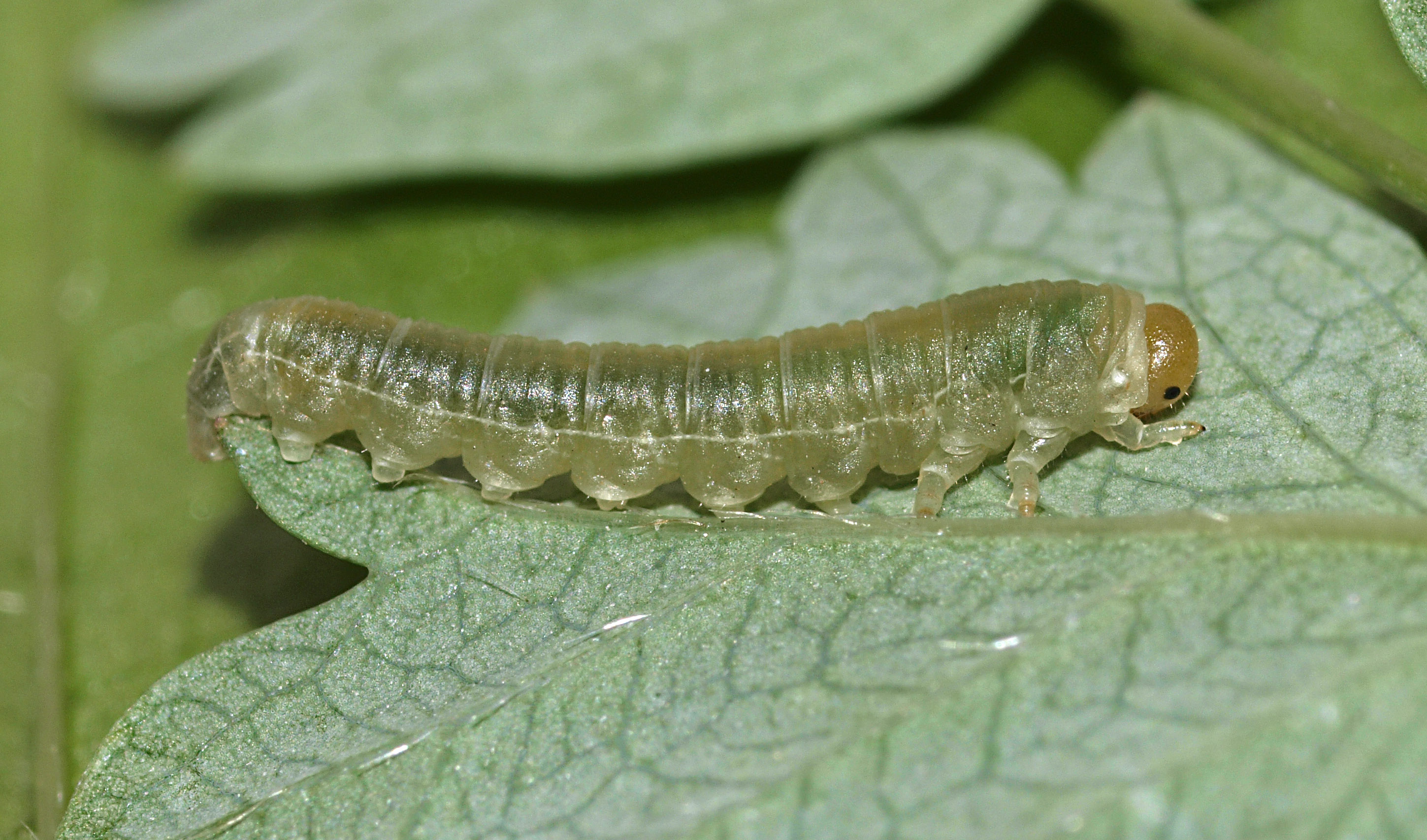
Dineura virididorsata (larva)

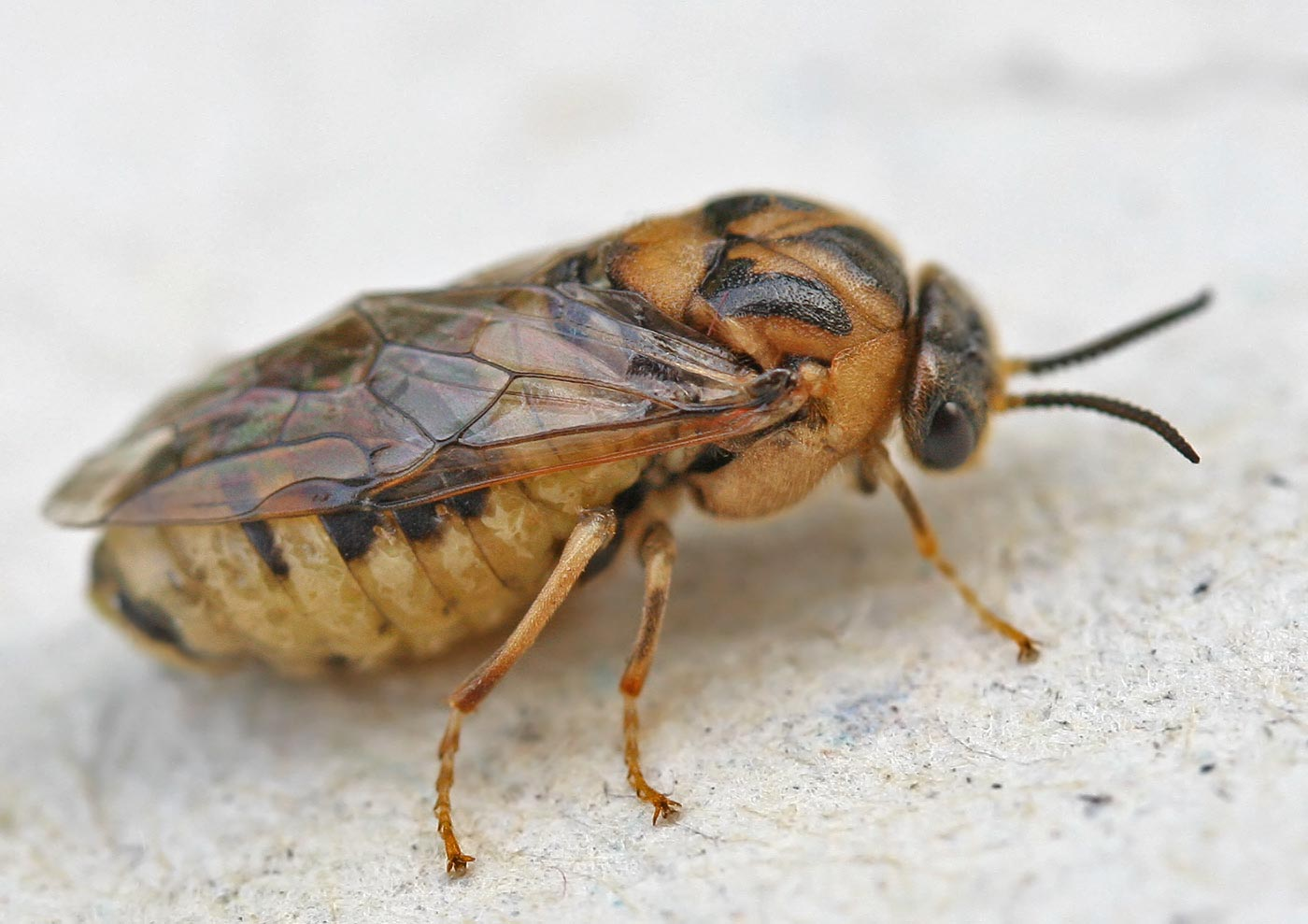
Diprion pini

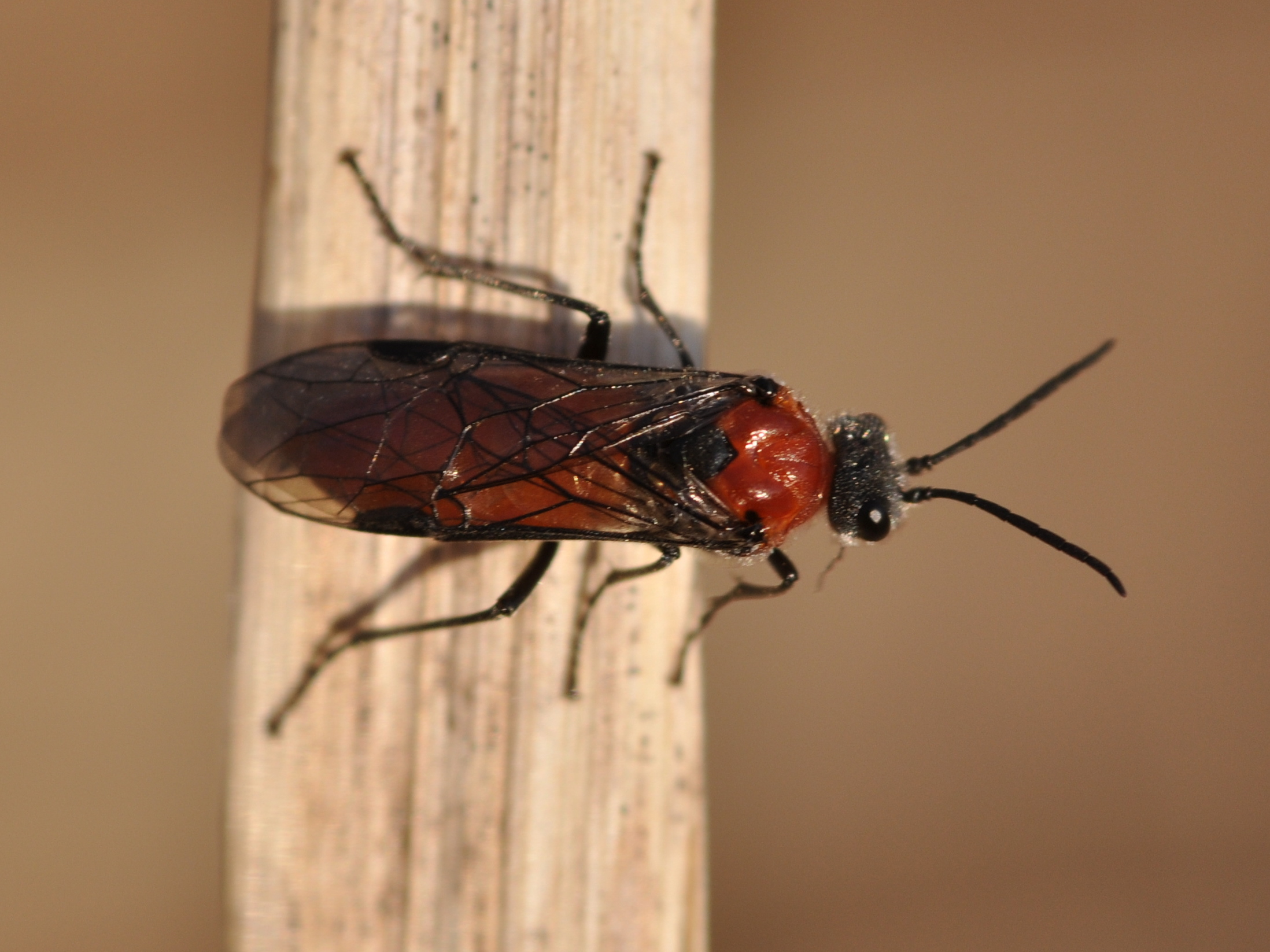
Dolerus madidus

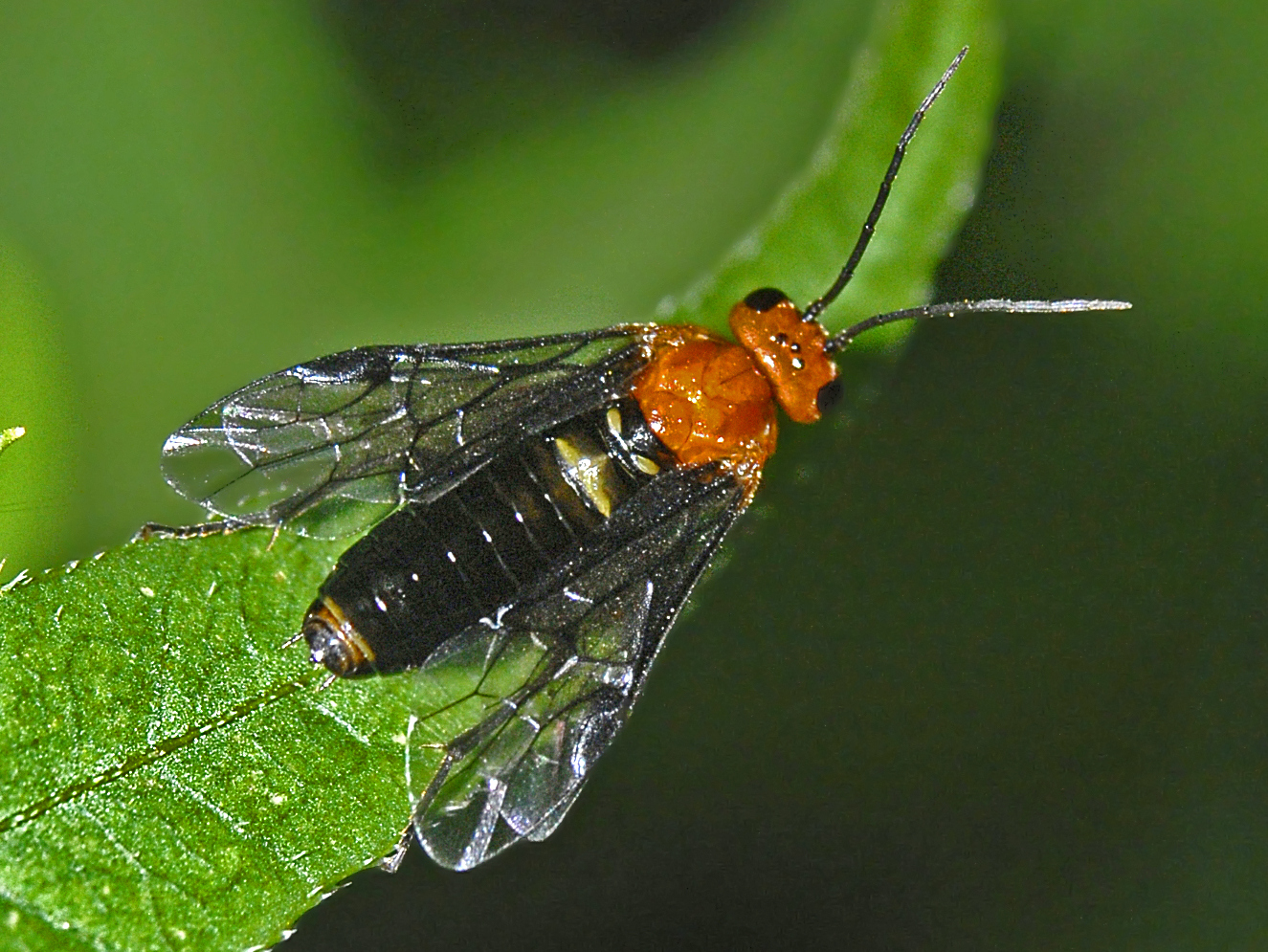
Hemichroa australis

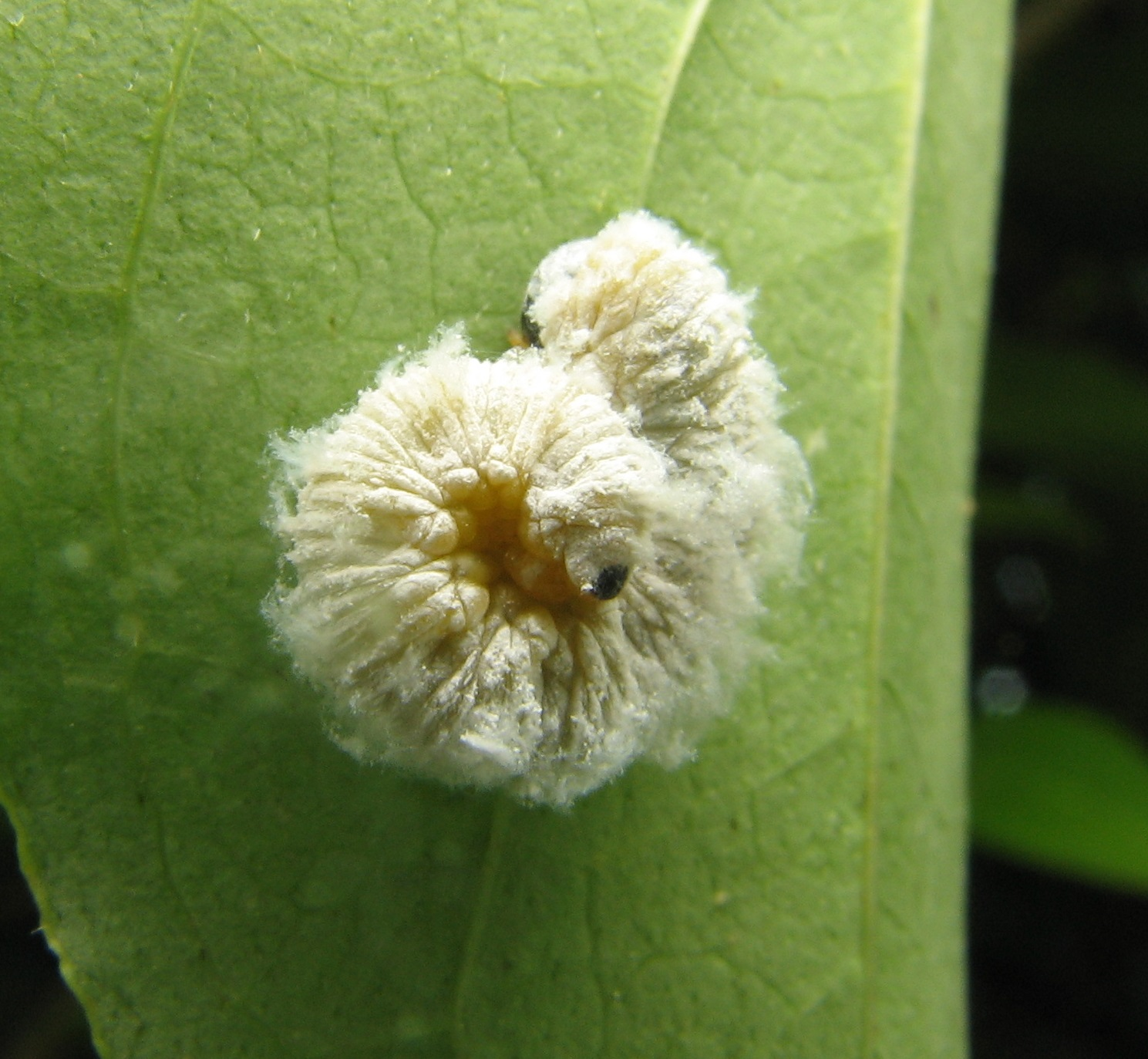
Macremphytus testaceus (larva)

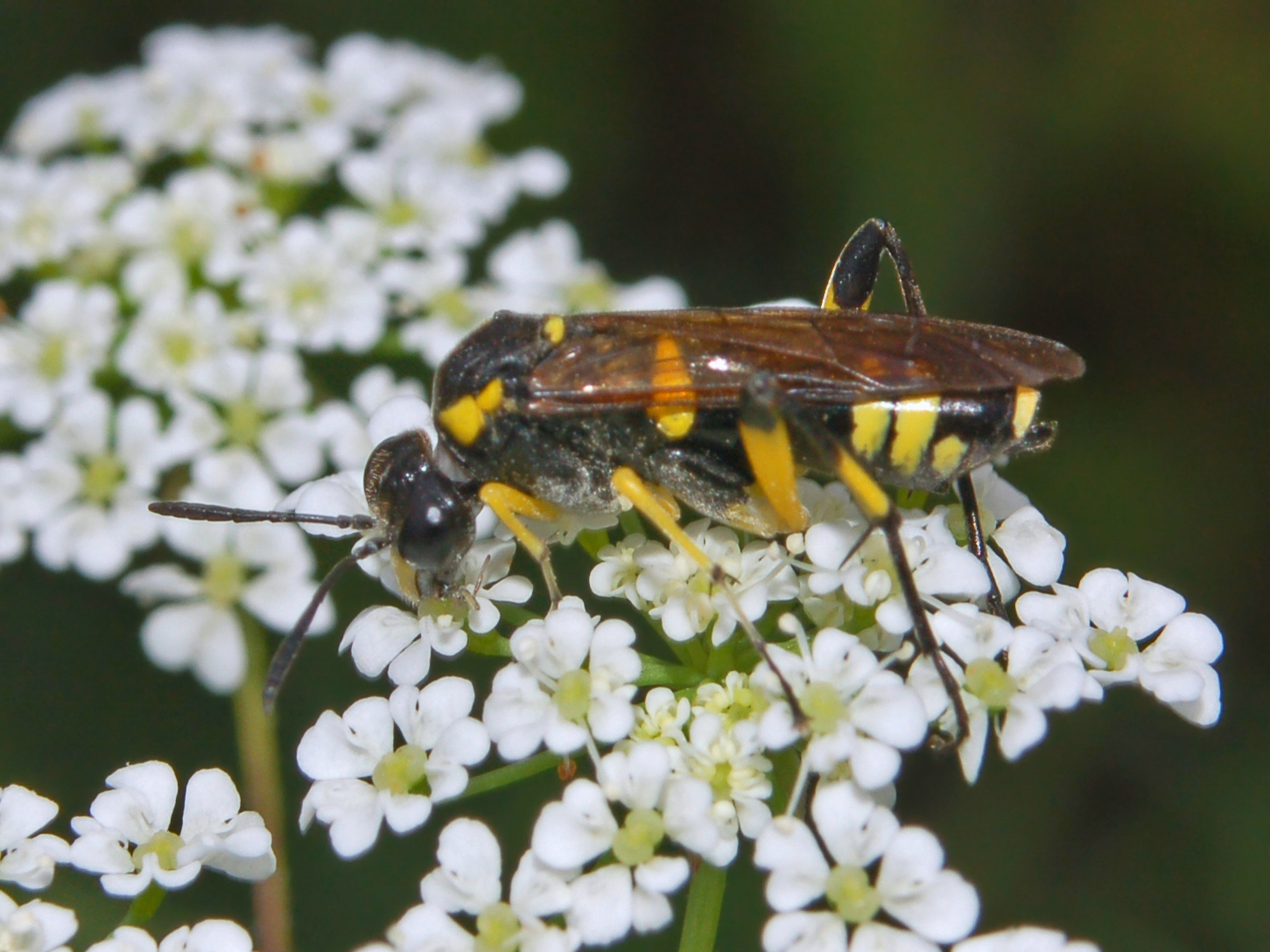
Macrophya montana

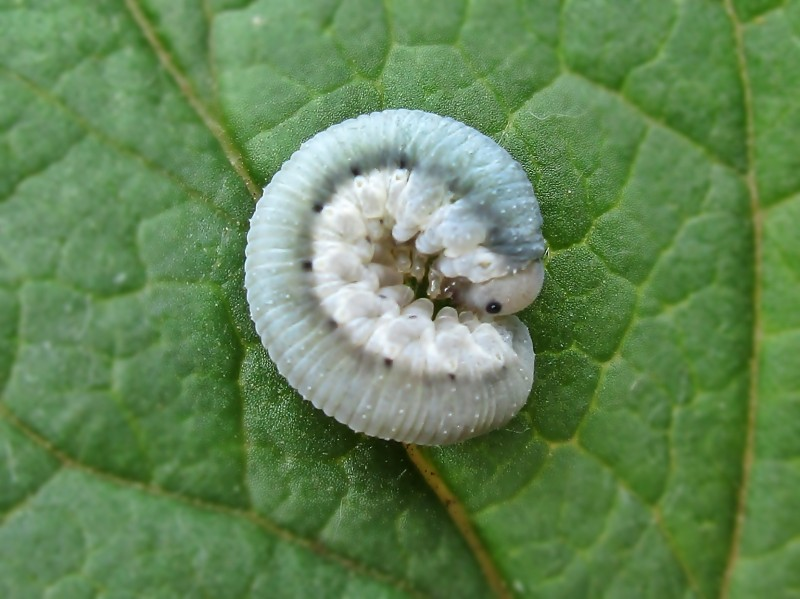
Monostegia abdominalis (larva)

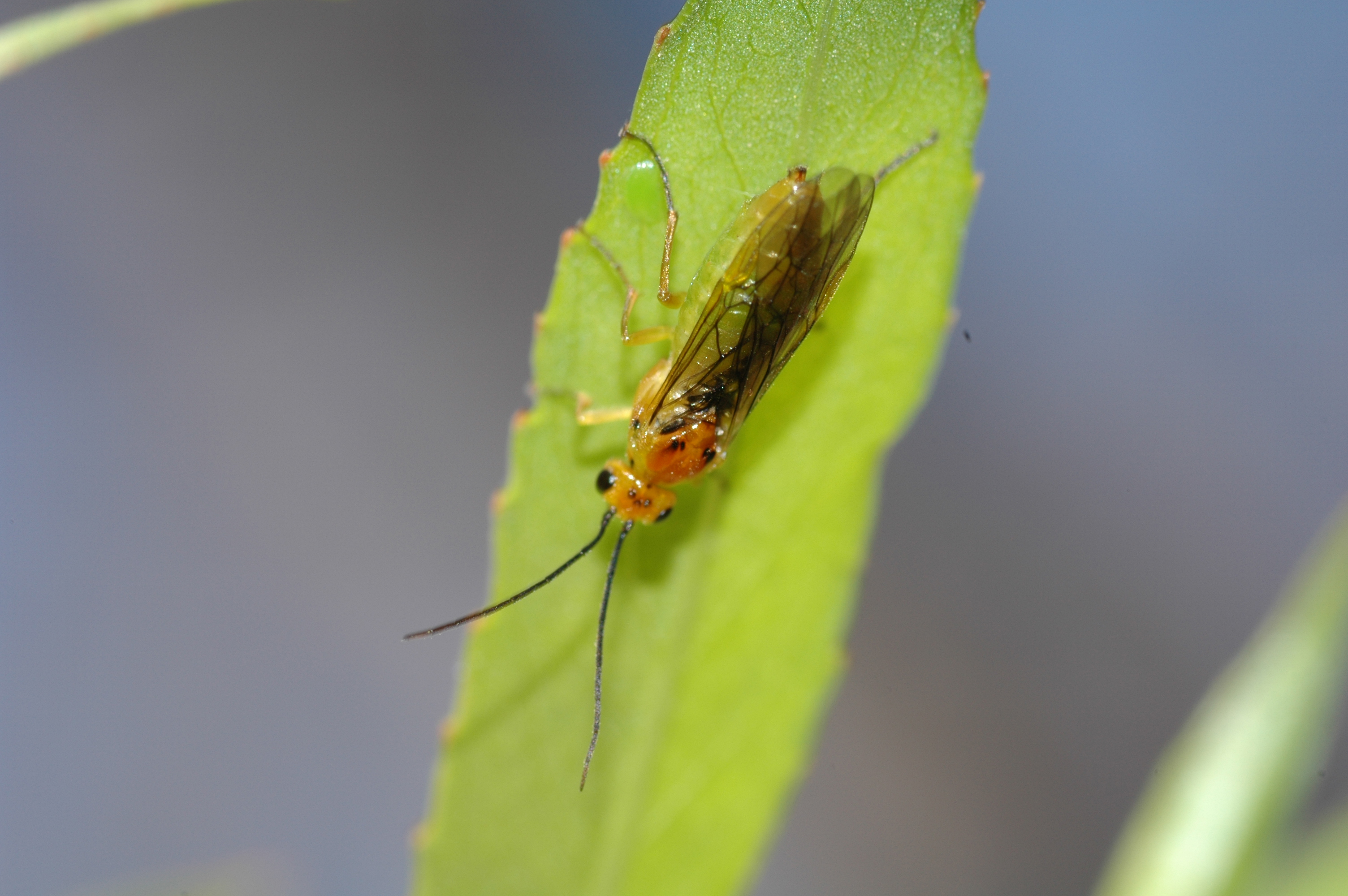
Nematus oligospilus

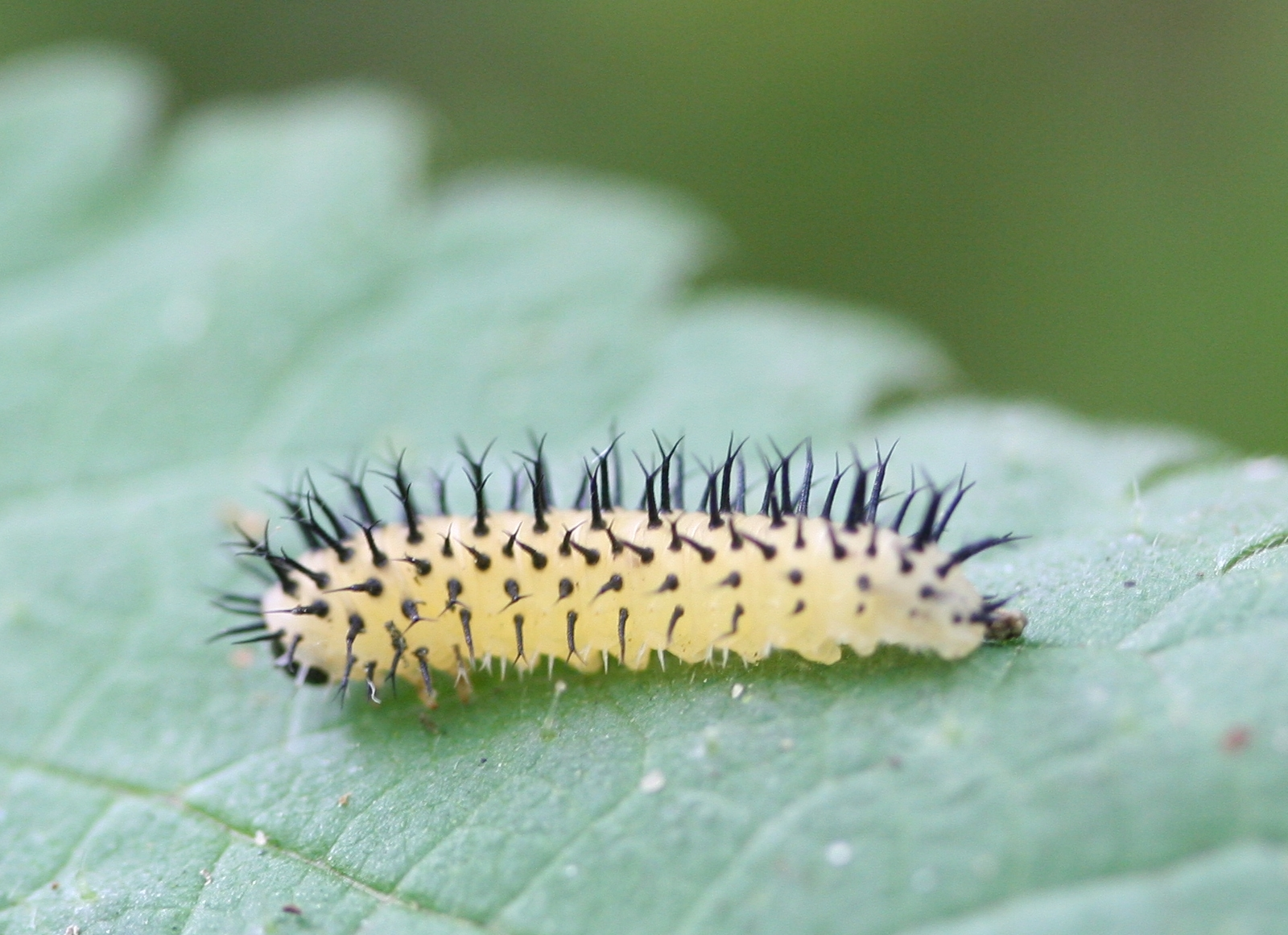
Periclista lineolata (larva)

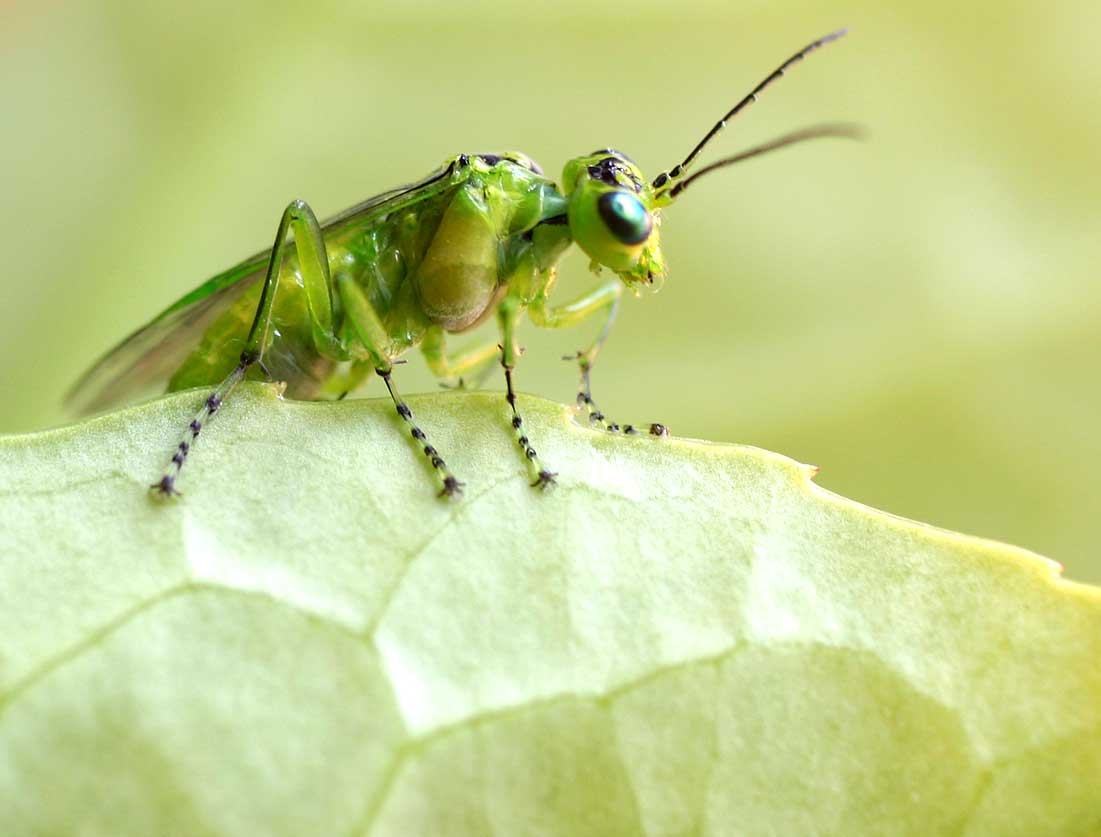
Rhogogaster viridis

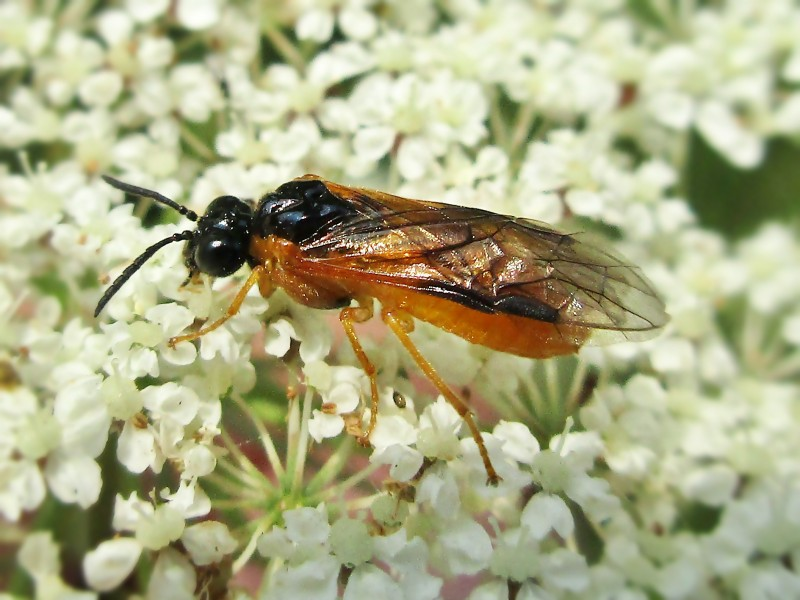
Selandria serva

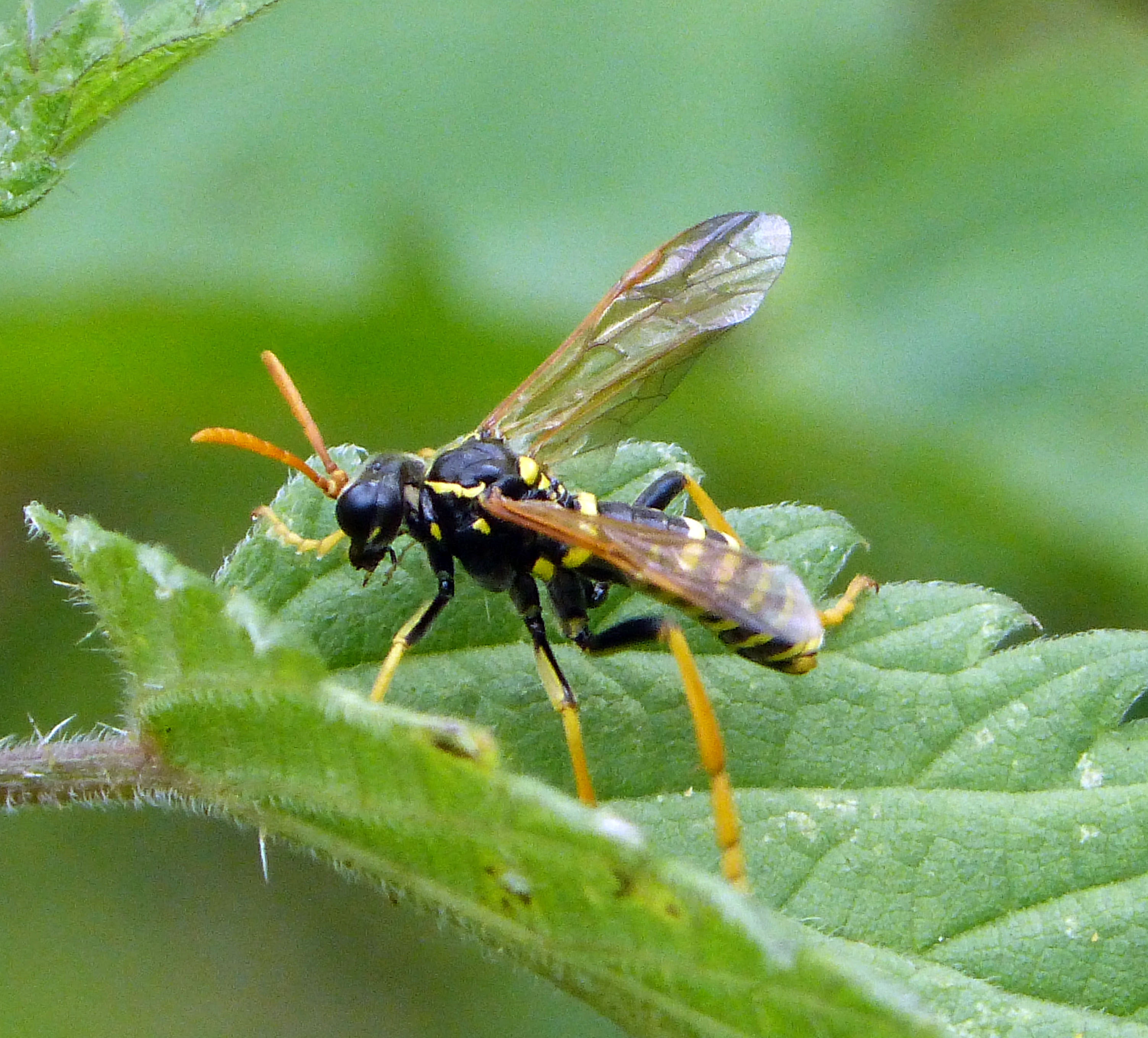
Tenthredo scrophulariae

La famiglia include oltre 6000 specie e circa 430 generi, i più corposi dei quali sono Tenthredo (circa 700 specie), Nematus (240), Dolerus (200), Pristiphora (180), Amauronematus (170) e Macrophya (170). La tassonomia non è univoca, e vengono individuate da sette a nove sottofamiglie (una suddivisione derivata dalla morfologia delle ali), divise come segue:

Sottofamiglia Allantinae (Benson, 1952)
- tribù Allantini
  - Allantus Panzer, 1801
  - Apethymus Benson, 1939
  - Taxonus Hartig, 1837
- tribù Empriini
  - Ametastegia Costa, 1882
  - Aphilodyctium Ashmead, 1898
  - Empria Lepeletier, 1823
  - Eopsis Benson, 1959
  - Harpiphorus Hartig, 1837
  - Monostegia Costa, 1859
  - Monsoma MacGillivray, 1908
- tribù Eriocampini
  - Eriocampa Hartig, 1837
- Athalia Leach, 1817
- Hennedyia Cameron, 1891
- Triallan Smith, 2014

Sottofamiglia Blennocampinae (Konow, 1890)
- tribù Blennocampini
  - Apareophora Sato, 1928
  - Ardis Konow, 1886
  - Blennocampa Hartig, 1837
  - Blennogeneris MacGillivray, 1923
  - Cladardis Benson, 1952
  - Claremontia Rohwer, 1909
  - Eupareophora Enslin, 1914
  - Monardis Enslin, 1914
  - Monophadnoides Ashmead, 1898
  - Pareophora Konow, 1886
  - Periclista Konow, 1886
- tribù Lycaotini
  - Hoplocampoides Enslin, 1914
- tribù Phymatocerini
  - Ceratulus MacGillivray, 1908
  - Eurhadinoceraea Enslin, 1920
  - Eutomostethus Enslin, 1914
  - Monophadnus Hartig, 1837
  - Paracharactus Mac Gillivray, 1908
  - Phymatocera Dahlbom, 1835
  - Rhadinoceraea Konow, 1886
  - Stethomostus Benson, 1952
- tribù Tomostethini
  - Tomostethus Konow, 1886
- tribù Waldheimiini
  - Halidamia Benson, 1952

Sottofamiglia Dolerinae (Benson, 1952)
- Dolerus Panzer, 1801
- Prionourgus (Goulet, 1986)

Sottofamiglia Heterarthrinae (Benson, 1952)
- tribù Caliroini
  - Caliroa Costa, 1859
  - Endelomyia Ashmead, 1898
- tribù Fenusini
  - Bidigitus Smith, 1967
  - Fenella Westwood, 1840
  - Fenusa Leach, 1817
  - Fenusella Enslin, 1914
  - Hinatara Benson, 1936
  - Metallus Forbes, 1885
  - Parna Benson, 1936
  - Profenusa Mac Gillivray, 1914
  - Scolioneura Konow, 1890
- tribù Heterarthrini
  - Heterarthrus Stephens, 1835
- Neomessa Koch, 1990
- Silliana Malaise, 1949

Sottofamiglia Nematinae (Benson, 1952)
- tribù Cladiini
  - Cladius Illiger, 1807
  - Priophorus Dahlbom, 1835
- tribù Nematini
  - Amauronematus Konow, 1890
  - Anoplonyx Marlatt, 1896
  - Craesus Leach, 1817
  - Dineura Dahlbom, 1835
  - Euura Newman, 1837
  - Hemichroa Stephens, 1835
  - Hoplocampa Hartig, 1837
  - Mesoneura Hartig, 1837
  - Nematinus Rohwer, 1911
  - Nematus Panzer, 1801
  - Pachynematus Konow, 1890
  - Phyllocolpa Benson, 1960
  - Platycampus Schiödte, 1839
  - Pontania Costa, 1859
  - Pristiphora Latreille, 1810
- tribù Pseudodineurini
  - Pseudodineura Konow, 1885
- Adelomos Ross, 1935
- Alpinematus Lacourt, 1996
- Caulocampus
- Craterocercus Rohwer, 1911
- Driocampus
- Eitelius
- Endophytus Hering, 1934
- Eohemichroa
- Epitactus
- Fallocampus
- Florissantinus
- Katsujia
- Kerita
- Lisconeura
- Megadineura
- Melastola
- Neodineura Taeger, 1989
- Neopareophora
- Nepionema Benson, 1960
- Pristicampus Zinovjev, 1993
- Pristola
- Tubpontania

Sottofamiglia Selandriinae (Viereck, 1916)
- tribù Adelestini
  - Adelesta Ross, 1937
- tribù Aneugmenini
  - Aneugmenus Hartig, 1837
  - Birka Malaise, 1944
  - Dulophanes Konow, 1907
- tribù Heptamelini
  - Heptamelus Haliday, 1855
- tribù Selandriini
  - Brachythops Haliday, 1839
  - Selandria Leach, 1817
- tribù Strongylogastrini
  - Strongylogaster Dahlbom, 1835
  - Thrinax Konow, 1885
- Alphastromboceros Kuznetzov-Ugamskij, 1928
- Pseudohemitaxonus Conde, 1932
- Pseudostromboceros Takeuchi, 1941
- Rocalia Takeuchi, 1952
- Stromboceros Konow, 1885

Sottofamiglia Sioblinae Lacourt, 1997
- tribù Siobliini Takeuchi, 1952
  - Siobla Cameron, 1877

Sottofamiglia Susaninae (Smith, 1986)
- Susana (Rohwer & Middleton, 1932)

Sottofamiglia Tenthrediniinae (Benson, 1952)
- tribù Cephaledinini Lacourt, 1997
  - Cephaledo Zhelochovstev, 1988
- tribù Macrophyini
  - Deda Gibson, 1980
  - Macrophya Dahlbom, 1835
  - Pachyprotasis Hartig, 1837
- tribù Perineurini
  - Perineura Hartig, 1837
- tribù Sciapterygini
  - Sciapteryx Stephens, 1835
- tribù Tenthredinini
  - Blankia Lacourt, 1997
  - Rhogogaster Konow, 1884
  - Tenthredo Linnaeus, 1758
- tribù Tenthredopsini
  - Aglaostigma Kirby, 1882
  - Tenthredopsis Costa, 1859
- Ussurinus Malaise, 1931
- incertae sedis
  - Armitarsus Malaise, 1931
  - Conaspidia Konow, 1898
  - Corymbas Konow, 1898
  - Jermakia Jakovrev, 1892
  - Lagidina Malaise, 1945
  - Neocolochelyna Malaise, 1937
  - Propodea Malaise, 1945